# Сауль Альварес — Дмитрий Бивол
Канело Альварес против Дмитрия Бивола, объявленный как «Наследие заработано» — профессиональный боксёрский поединок между чемпионом мира в 4-х весовых категориях Саулем Альваресом и действующим чемпионом WBA (супер) в полутяжелом весе Дмитрием Биволом. Бой состоялся 7 мая 2022 года.

## Предыстория поединка
После того, как Канело Альварес объединил все четыре основных титула чемпиона мира и стал абсолютным чемпионом мира в среднем весе, одержав победу техническим нокаутом в одиннадцатом раунде над Калебом Плантом 6 ноября 2021 года, казалось вероятным, что Альварес поднимется в весе, чтобы побороться за титул чемпиона мира в пятом дивизионе. Когда 15 ноября 2021 года его тренер Эдди Рейносо успешно подал прошение в WBC, чтобы позволить Альваресу бросить вызов чемпиону WBC в тяжёлом весе Илунге Макабу. Бой в конечном итоге не состоялся, так как Макабу был вынужден провести обязательную защиту своего титула в матче-реванше против Табисо Мчуну 29 января 2022 года, который первый выиграл раздельным решением судей.
Вместо этого 25 февраля 2022 года было объявлено, что Альварес подписал контракт на два боя с Matchroom Boxing; в первом бою он вернется в полутяжелый вес, чтобы 7 мая сразиться с многолетним непобежденным чемпионом WBA (Super) Дмитрием Биволом в поединке, который будет транслироваться по телевидению в качестве первого сервиса DAZN с оплатой за просмотр.
Бивол впервые выиграл временный титул WBA в полутяжёлом весе только в своем седьмом профессиональном бою в мае 2016 года, проведя свою первую защиту полного титула чемпиона мира по версии WBA в 2017 году, а затем был объявлен суперчемпионом в 2019 году. В бою с Альваресом Бивол провёл свою четвёртую защиту титула WBA (Super), это его одиннадцатая защита титула чемпиона мира в целом (две защиты титула временного чемпиона мира WBA, пять защит титула регулярного чемпиона мира WBA, и четвёртая защита чемпиона мира WBA Super).

## Критика
Дмитрий Кириллов — «Были переживания по судейству. Даже в выигранном бою могли не отдать победу Дмитрию. Но Дима настолько чисто и красиво отбоксировал, что судьям было никак не подкопаться. Так что надо теперь идти дальше, а Дима красавчик и всех поздравляю с этой победой!».
Евгений Шведенко — «Я с самого начала верил в Бивола. Оппозиция Дмитрия была не хуже, чем у Канело. Просто Сауль боксировал со всеми именитыми боксерами на их закате, а Бивол побеждал одних из сильнейших полутяжеловесов в их пиковой форме: Салливана Барреру, Джо Смита, Умара Саламова. Перед боем Сауль говорил о том, что он выбрал менее опасного из пары вариантов между Биволом и Артуром Бетербиевым и это было его ошибкой. Мне кажется он недооценил Дмитрия как боксера».
Сам победитель после боя выразил уважение навыкам Альвареса, при этом предположив, что в реванше нет смысла.